# Juan Fornos
Juan Fornos (San Salvador, alcaldía mayor de San Salvador, Capitanía General de Guatemala 1770s - San Salvador, estado de El Salvador, República Federal de Centroamérica abril de 1832) fue un político que se desempeñó como regidor de San Salvador, diputado vocal de la diputación provincial de la provincia de San Salvador (que luego se erigió en junta gubernativa, al declarar a la provincia independiente de Guatemala debido a la anexión al primer imperio Mexicano), diputado al congreso de la provincia antedicha, diputado vocal de la diputación (y luego junta gubernativa) de 1823, y jefe político del departamento de San Salvador.

## Biografía
Juan Fornos nació en la ciudad de San Salvador, alcaldía mayor de San Salvador, Capitanía General de Guatemala por la década de 1770s. Sería regidor de San Salvador, benefactor de la iglesia de Santo Domingo (donde en la actualidad se encuentra la catedral metropolitana), y miembro de la cofradía del rosario de la piedad.
El 11 de noviembre de 1821 resultaría electo como diputado vocal de la diputación de la provincia de San Salvador, que estaba bajo el mando del jefe político superior presbítero José Matías Delgado; más adelante, el 11 de enero de 1822, junto con los demás miembros (y debido a la anexión de Guatemala al primer imperio mexicano), declararía a la provincia independiente de Guatemala, a la vez que la diputación se convertiría en junta gubernativa.
Resultaría electo, por el partido o distrito de San Salvador, como diputado para el congreso de la provincia, que se instalaría el 10 de noviembre de 1822; y que ejercería sus funciones hasta su clausura el 5 de diciembre de ese mismo año.
En 1823, luego de la expulsión de las tropas mexicanas, sería electo como diputado vocal de la diputación de ese año, que estaría liderada por el jefe político superior Mariano Prado. Dicha diputación se erigiría en junta gubernativa, debido a la sublevación de Rafael de Ariza, el 27 de septiembre; retornando a su estatus de diputación el 30 de septiembre; para luego volver a erigirse como junta el 27 de octubre; y, el 2 de febrero de 1824, convocaría a las poblaciones de la provincia y la antigua alcaldía mayor de Sonsonate para elecciones al congreso constituyente del estado, que se instalaría el 5 de marzo, mismo día que la junta se disolvería.
Se desempeñaría como jefe político del departamento de San Salvador. Fallecería en abril de 1832, siendo sepultado en la iglesia de San Francisco, donde hoy se encuentra el mercado excuartel.